# Schinkel-Tabernakel von Wartenburg
Der Schinkel-Tabernakel von Wartenburg aus Fer de Berlin gehörte zu einem Netzwerk von Denkmälern für die Gefallenen der Befreiungskriege, die der König Friedrich Wilhelm III. stiftete. Es steht in Wartenburg.

## Beschreibung
Das Denkmal für die siegreichen Schlachten gegen Napoleon wurde in Form eines gotischen Tabernakels 1817–18 durch die Königlich Preußische Eisengießerei gestaltet. Das Denkmal ist ca. 6 m hoch und 3,5 t schwer. Bekrönt war es von einem Eisernen Kreuz, dessen Gestaltung, z. B. als Orden, auch auf Karl Friedrich Schinkel zurückgeht. Das Epitaph war bewusst schlicht gewählt:
Die gefallenen

Helden ehrt dank-

bar König und

Vaterland.

Sie ruhn

in Frieden.

Wartenburg

den 3 ten Oktober 1813.

## Geschichte
Am 3. Oktober 1863, 50 Jahre nach der Schlacht, war das Monument in Erinnerung an die Schlacht bei Wartenburg in Wartenburg aufgestellt worden. Bei der Gedenkfeier der Enthüllung konnte man sogar noch Veteranen der Schlacht begrüßen. Anfang der 1960er Jahre wurde das stark angerostete Denkmal abgerissen und durch einen von Erich Viehweger entworfenen Gedenkstein am 3. Oktober 1963 – aus Anlass des 150. Jahrestages der Schlacht – ersetzt. Lediglich die Spitze des Eisernen Kreuzes blieb erhalten und wurde am 17. März 2007 in einem LEADER-Projekt hinter einer rostigen Wand unmittelbar neben dem York-Denkmal im York-Garten in Wartenburg ausgestellt.

## Bilder

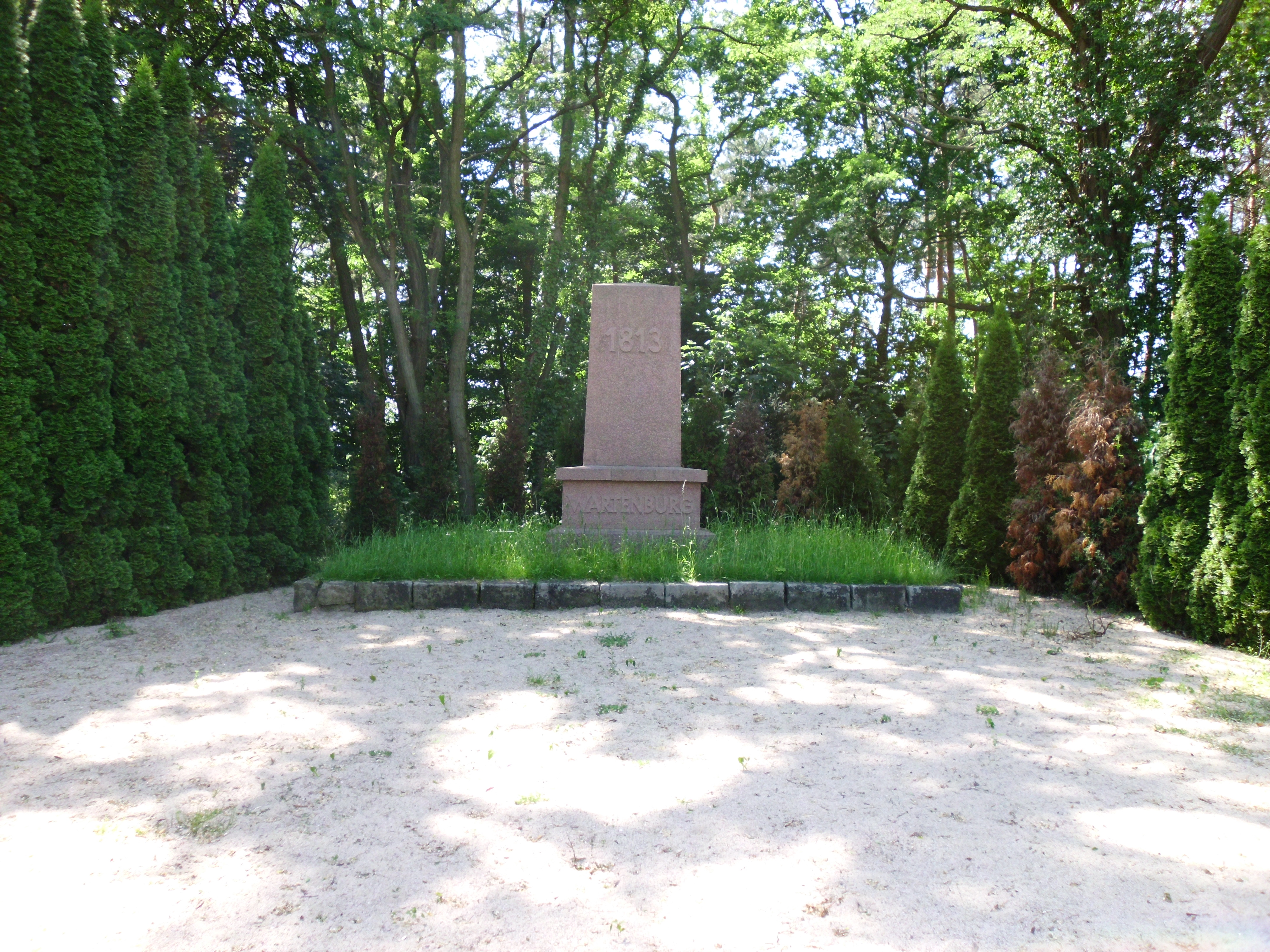
Ersatz von Erich Viehweger an alter Stelle
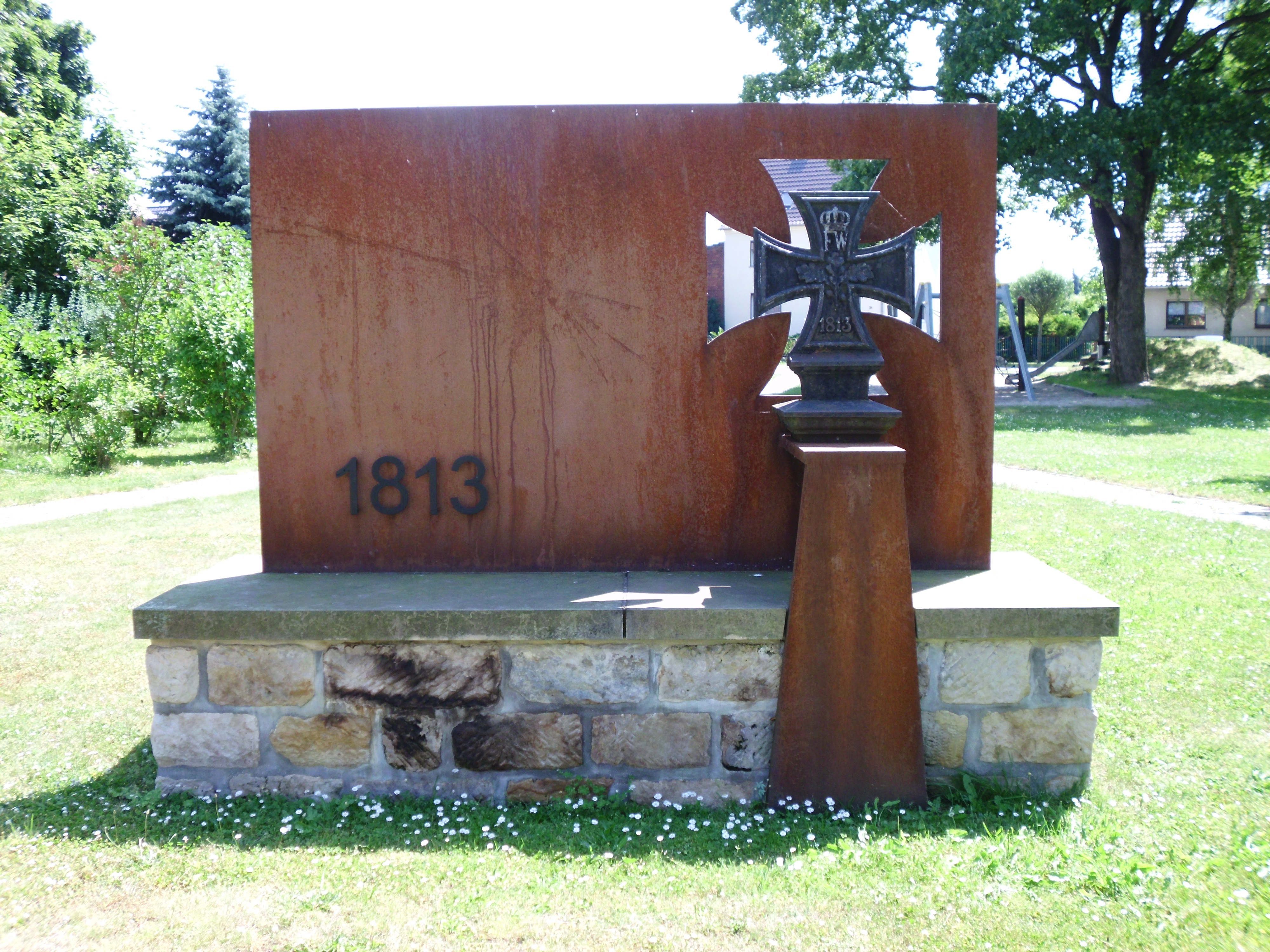
Die Spitze des alten Tabernakels
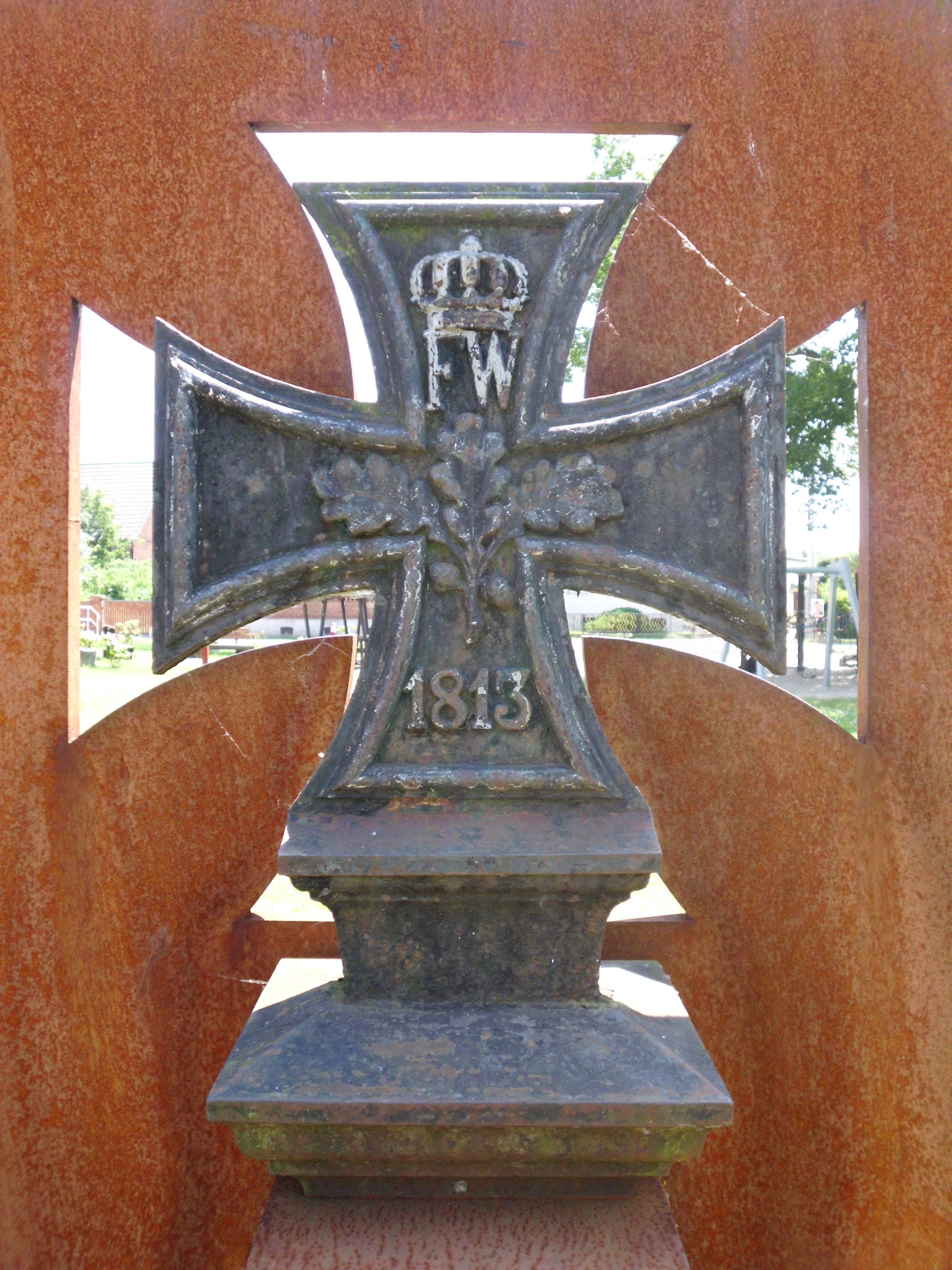
Die Spitze des alten Tabernakels